# پور وکرتو
پور وکرتو (اندونزیایی: Purwokerto) شهری در استان جاوه مرکزی کشور اندونزی است. جمعیت این شهر بر اساس سرشماری سال ۱۹۹۰ میلادی، ۲۰۲٫۴۵۲ نفر و بر اساس سرشماری سال ۲۰۰۰ میلادی، ۲۱۳٫۳۵۹ بوده که در سال ۲۰۰۷ میلادی به ۲۱۸٫۱۸۷ نفر افزایش یافته‌است.